# محمد بن فهد بن عبد الله آل سعود
الأمير محمد بن فهد بن عبد الله بن جلوي آل سعود ولد بحي الكوت الذي أقيمت على أنقاضه حالياً مدرسة عمرو بن العاص المتوسطة بالهفوف في شهر محرم 1343 هـ.

## طفولته وشبابه
بعد استشهاد والده في العيينة في 18 ذو القعدة 1347هـ تولى تربيته جده الأمير عبد الله بن جلوي فأدخله مدرسة الشيخ أحمد بن الشيخ عبد العزيز بن قرين، وبعد وفاة جده الأمير عبد الله انتقل للعيش في كنف عمه الأمير سعود بن عبد الله أمير المنطقة الشرقية آنذاك وفور افتتاح مدرسة الهفوف الأولى عام 1356هـ التحق بها وواصل دراسته حتى تخرج منها عام 1361هـ وقد كان متفوقاً في دراسته، وكان يرافق عمه سعود بن عبد الله بن جلوي في أغلب جلساته اليومية وكان ينوب عنه في بعض الأوقات عندما يسافر إلى خارج المملكة.

## الوظائف
في 13 من ذو الحجة 1387هـ تم تعيينة محافظا على محافظة الأحساء وبقي فيها حتى وفاته وقد كان ينوب خلال تلك الفترة عن عمه الأمير عبدالمحسن بن عبد الله بن جلوي الذي تولى إمارة المنطقة الشرقية بعد وفاة الأمير سعود بن عبد الله بن جلوي في 7 ذو القعدة 1386هـ كما كان ينوب عنه الأمير محمد بن فهد بن عبد العزيز آل سعود.

## هواياته
كان من أبرز هواياته القراءة خصوصاً في الأدب وعلوم الدين والتاريخ والآثار وأنساب العرب والاطلاع على كل ما يَجد في مختلف العلوم وقد كان يراسل العلماء والأدباء ويناقشهم في مختلف الموضوعات كما كان له دور كبير في المحافظة على الآثار في المنطقة والكشف عن بعضها وإخطار الجهات المختصة بها، وقد احتفظ بمجموعة كبيرة من الكتب القيمة والمخطوطات والصور النادرة والوثائق التي عني بجمعها من مختلف البقاع في مكتبته الخاصة كما إنه مهتم بأحوال المسلمين . كما يهوى الصيد والبر والصحراء بشكل عام وكان له جهودً عظيمة في المحافظة على الحياة الفطرية والبيئية.

## أبناؤه
له ثلاثة أبناء وثلاثة بنات.

## وفاته
توفي الأمير محمد بن فهد بن عبد الله بن جلوي آل سعود في يوم الأربعاء 17 صفر 1417هـ الموافق 3 يوليو 1996 ودفن في مقبرة العود.